# کاشاوا
کاشاوا (به چکی: Kašava) یک منطقهٔ مسکونی در جمهوری چک است که در ناحیه زلین واقع شده‌است. کاشاوا ۸٫۴ کیلومتر مربع مساحت و ۹۱۳ نفر جمعیت دارد و ۳۳۴ متر بالاتر از سطح دریا واقع شده‌است.